# Красная Печора

Красная Печора - урочище в Заполярном районе Ненецкого автономного округа - бывшая деревня Великовисочного сельсовета. Деревня располагалась на правом берегу реки Печора, в 15 километрах восточнее села Великовисочного.

## История
Основателями деревни были члены рыболовно - скотоводческой коммуны "Красная Печора", созданной в 1930 году. В 1936 году в деревне проживали 72 человека. Здесь имелось 52 головы крупного рогатого скота.
В 1936 году в деревне проживали 34 человека: семьи Дитятевых, Бараковых, Пономаревых, Хозяйновых, Носовых, Кисляковых и многочисленная семья Безумовых, которые приехали сюда в 1935 году с десятью детьми. В 1944 году количество жителей деревни возросло за счет переселенцев. Один из переселенцев - Николай Кошкин, обеспечивал всю деревню валенками собственного изготовления.
Весенние поводки с каждым годом разрушали берег Красной Печоры. Особенно был разрушительным весенний поводок в 1946 году, когда смыло и разрушило большую часть домов. Остались нетронутыми пять домов, в которых пришлось ютиться всем жителям деревни.
В 1950 году в Красной Печоре насчитывалось 24 двора, в которых проживали 110 человек. В декабре 1951 года общим собранием членов коммуны "Красная Печора" было принято решение об объединении с рыболовецким колхозом "Родина" (деревня Лабожское). После этого многие жители деревни стали переезжать в соседние печорские села, в основном в деревни Лабожское и Пылемец.
В 1959 году в Красной Печоре проживали 52 человека. В последующем деревня в списках населенных мест Нижнепечорья не значится.
Ныне Красная Печора является рыбопромысловым участком .